# Chamaedorea fractiflexa
Chamaedorea fractiflexa är en enhjärtbladig växtart som beskrevs av Donald R. Hodel och Cast.Mont. Chamaedorea fractiflexa ingår i släktet Chamaedorea och familjen Arecaceae. Inga underarter finns listade i Catalogue of Life.